# 白鞍小頜海龍
白鞍小頜海龍（学名：Micrognathus micronotopterus），為輻鰭魚綱棘背魚目海龍魚科小頜海龍屬的其中一種，該物種分布於西太平洋區，包括新加坡、印尼、菲律賓及澳洲海域，棲息深度2-6公尺，體長可達5.7公分，棲息在珊瑚礁及潮池，卵胎生。